# Міхаель Грайс
Міхаель Грайс (нім. Michael Greis; 18 серпня 1976 року, Фюссен, Баварія, Німеччина) — німецький біатлоніст. Триразовий Олімпійський чемпіон та чемпіон світу. Дворазовий чемпіон Європи. Володар Кубку світу 2007.